# Benvenida Abrabanel
Benvenida Abrabanel a fost o femeie de etnie ebraică, cunoscută ca om de afaceri și prin acțiunile sale filantropice.
Nu se cunosc prea multe detalii biografice, se știe că fost fiica lui Joseph Abrabanel și că a murit în 1560.
Provenea dintr-o familie originară din Spania.
După dezlănțuirea teroarei Inchiziției spaniole, este nevoită să se refugieze la Napoli.
A fost tutorele Eleonorei de Medici.
Se căsătorește cu vărul ei, Samuel Abrabanel.
În 1541 guvernul Regatului de Neapole decide expulzarea evreilor și cei doi se refugiază în Ferrara.
Aici își continuă afacerile și acțiunile filantropice, susținând financiar comunitatea ebraică.